# Cryptanthus tiradentesensis
Espèce
Cryptanthus tiradentesensis est une espèce de plantes de la famille des Bromeliaceae, endémique du Brésil et décrite en 2007 par le botaniste brésilien Elton Leme.

## Distribution
L'espèce est endémique de l'État de Minas Gerais au sud-est du Brésil.

## Habitat
L'espèce est épilithe.